# Kati Piri
Kati Piri (Celldömölk, 8 d'abril de 1979) és una política neerlandesa. És eurodiputada des de juliol de 2014. Milita al Partit del Treball, que forma part de l'Aliança Progressista de Socialistes i Demòcrates.